# Eubalichthys cyanoura
Eubalichthys cyanoura is een straalvinnige vissensoort uit de familie van vijlvissen (Monacanthidae). De wetenschappelijke naam van de soort is voor het eerst geldig gepubliceerd in 1987 door Hutchins.